# Cyrtocris fulvicornis
Cyrtocris fulvicornis – gatunek chrząszcza z rodziny kózkowatych i podrodziny zgrzypikowych. Jedyny przedstawiciel rodzaju Cyrtocris.

## Zasięg występowania
Afryka Zachodnia, notowany w Ghanie.